# Obwód Horochów Armii Krajowej
Obwód Horochów – jednostka terytorialna Związku Walki Zbrojnej, a następnie Armii Krajowej. Operowała na terenie powiatu horochowskiego.
Obwód Horochów wchodził wraz z Obwodem Łuck AK, Obwodem Kiwerce AK i Obwodem Włodzimierz Wołyński AK w skład Inspektoratu Rejonowego Łuck Okręgu Wołyń („Konopie”).

## Skład
- Odcinek Horochów
- Odcinek Kisielin